# Los leones (cuento)
Los leones (título original en inglés: Lionizing) es un cuento de Edgar Allan Poe de 1835 y una sátira de los círculos literarios de la época. El título original indica el gerundio del verbo en inglés lionize, que significa "idolatrar, admirar, hacer famoso a alguien o tratarlo como si fuera famoso". Por ello, el cuento ha recibido distintos títulos en sus diversas traducciones a lo largo de los años: Notabilidades (Carlos de Pineda, 1930), Notabilidad (Rafael Cansinos Assens, 1944), Elegancias (Arrogancias) (Fernando Gutiérrez y Diego Navarro, 1946), Los leones (Julio Cortázar, 1970), Como un león (Antonio Resines, 1975), El arte de hacerse famoso (Carlos del Pozo, 1981) y Leonizando (León Arsenal, 2005).

## Argumento
El narrador, Robert Jones, se sentía un gran hombre. Nacido en la ciudad de Fum-Fudge, dice que su primera acción fue agarrarse su gran nariz con ambas manos y sus padres inmediatamente se entusiasmaron mucho con esto. Su padre, llorando de alegría, le regala un Tratado de nasología que el joven Robert aprende inmediatamente de memoria. Robert comprende que con una nariz lo bastante grande podría convertirse en una celebridad, en pocas palabras, en un "León" (un personaje famoso observado con interés y curiosidad). Cuando es mayor de edad su padre lo invita a su estudio y luego de preguntarle el propósito de su vida, y obtener como respuesta el estudio de la nasología, le dice que es hora de tomar la vida en sus propias manos y lo patea fuera de la casa.
Como Robert siente en su interior una inspiración divina, lo considera un acontecimiento propicio y, dando un par de tirones a su nariz, escribe un folleto sobre nasología. Toda la ciudad de Fum-Fudge está orgullosa de Robert Jones. Es introducido en los salones más importantes frecuentados por intelectuales, conociendo así a numerosos eruditos, escritores y filósofos. Robert entra al taller de un artista, donde asombra a la compañía con su grandiosa nariz. El maestro le ofrece 1 000 libras por un boceto de esta, a lo cual Robert acepta. Entonces alquila un piso y envía a Su Majestad la edición 99 de su folleto.
Robert es invitado por el príncipe de Gales a un banquete donde hay muchos personajes ilustres y sus discusiones, entre ellos: Sir Positivo Paradoja sobre los filósofos; Aestheticus Ethix sobre átomos, alma preexistente, inteligencia primitiva y homeomería; don Teólogo Teología; Bibulus O'Bumper describe la diferencia entre el vermut y el jerez; El Gran Turco de Estambul; el Delfín Polígloto sobre obras perdidas del mundo clásico y Ferdinand Fitz Fósil Feldespato sobre minerales varios.
A la mañana siguiente, Su Excelencia Bendita-sea-mi-alma (original: her Grace of Bless-my-Soul) lo visita y le da un boleto para ir al gran baile en el prestigioso club Almack's. Aquí se encuentra con el elector de Bluddennuff quien lanza exclamaciones de asombro debido al tamaño de su nariz, pero Robert se considera ofendido y busca pelea. Ambos acuerdan un duelo a la mañana siguiente en Chalk Farm, al norte de Camden Town. Durante el duelo, Robert le corta la nariz a Blunddennuff, perdiendo así el respeto de los demás. Sintiéndose mortificado por esto, regresa con su padre, quien le explica que al cortarle la nariz a su rival se ha excedido. Robert Jones cae en desgracia y Blunddennuff es el héroe del día.

## Análisis
Los leones suele considerarse el mejor de los relatos humorísticos de Poe. La sátira ha conseguido mantener, a pesar del tiempo, la agudeza que convierte este cuento en especialmente divertido incluso hoy; la diversión puede apreciarse por sí misma, sin necesidad de conocer el trasfondo de la sátira. La pieza es una especie de cuestionario sobre la juventud de Nathaniel Parker Willis, y es también una parodia de un relato de Edward Bulwer-Lytton.
Willis viajó al extranjero en 1831 y entre 1832 y 1836 envió al periódico semanal New-York Mirror una serie de boletines, conocidos cuando se recopilaron en forma de libro como Pencillings by the Way. A pesar de su popularidad, Willis fue censurado por algunos críticos por indiscreción al informar sobre conversaciones privadas. En cierta ocasión se batió en duelo con el novelista Frederick Marryat, entonces editor del Metropolitan Magazine, después de que Willis enviara una carta privada de Marryat al editor, poeta y compositor estadounidense George Pope Morris (1802-1864), quien la hizo imprimir. Más importante para él fue la amistad de Lady Blessington. Esta viuda de fama mundial escribió libros y editó anuarios, ahora se la recuerda sobre todo por sus salones en Londres. Creyendo que algunas damas, que desaprobaban su supuesta relación con el conde D'Orsay, no acudían a sus fiestas, Lady Blessington sólo invitaba a caballeros. A través de ella, Willis conoció a la mayoría de los literatos ingleses de la época.
El crítico literario y poeta estadounidense George Edward Woodberry (1855-1930) (Edgar Allan Poe, 1885, p. 85, y Life of Poe, 1909, Vol. I, p. 130) señaló una fuente principal de parte de la historia de Poe en Too Handsome for Anything (Demasiado guapo para todo) de Bulwer, una de las «otras piezas» del libro de Bulwer, Conversations with an Ambitious Student in Ill Health, with Other Pieces:

El Sr. Ferdinand Fitzroy era una criatura bellísima. Qué ojos, qué pelo, qué dientes, qué figura, qué modales, y qué irresistible manera de atarse el pañuelo al cuello. ... [Pero su maestro dijo] ... «es demasiado guapo para ser un escolar».

[Se propuso] dejarle ir a la barra... El Lord Canciller ... dijo ... «No, no, ¡eso nunca servirá! - Envíenlo al ejército» ... Así que le compraron al Sr. Ferdinand Fitzroy una corneta... Lo enviaron a la escuela de equitación, y todos se rieron de él.
«Si no monta mejor, deshonrará al regimiento«, dijo el capitán Rivalhate, que era muy guapo. “Si no monta mejor, le rajaremos”, dijo el coronel Everdrill, que era un magnífico martinete...».
Y el señor Ferdinand Fitzroy fue cortado.
Nuestro héroe era un joven susceptible - abandonó el Regimiento, y desafió al Coronel. ¡El Coronel fue asesinado!
«¡Qué terrible canalla es el Sr. Ferdinand Fitzroy!» dijeron los parientes del Coronel.
«¡Muy cierto!» dijo el mundo.
Los padres estaban desesperados. ... Pidieron prestados algunos miles al tío, y compraron a su hermoso sobrino un escaño en el Parlamento... 
Se levantó para hablar.
«¡Qué tipo más guapo!», susurró un diputado.
«¡Ah, un coxcomb [sinónimo arcaico de dandi]!» dijo otro...
Desalentado por su recibimiento, el Sr. Ferdinand Fitzroy se sintió un poco incómodo.
«¡Pobre diablo!» dijo el más civilizado del grupo... «¡Pardiez, va a volver a hablar! ¡Esto no puede ser! ¡Tenemos que bajarle la voz!»
Y el Sr. Ferdinand Fitzroy fue tosido.

Nuestro héroe tenía ahora veintisiete u ocho años, estaba más guapo que nunca y era adorado por todas las jóvenes de Almack's.

El resto de la historia -los vanos esfuerzos de Ferdinand por casarse con una heredera, la desheredación por parte de su tío y el encarcelamiento final por deudas- no fue utilizado por Poe. El epígrafe al principio del cuento corresponde al obispo, escritor satírico y moralista inglés Joseph Hall (1574-1656):

——— all people went
Upon their ten toes in wild wonderment.
...todo el mundo se puso en pie sobre sus diez dedos, en medio de una extraña estupefacción.
Obispo Hall, Sátiras (1597).

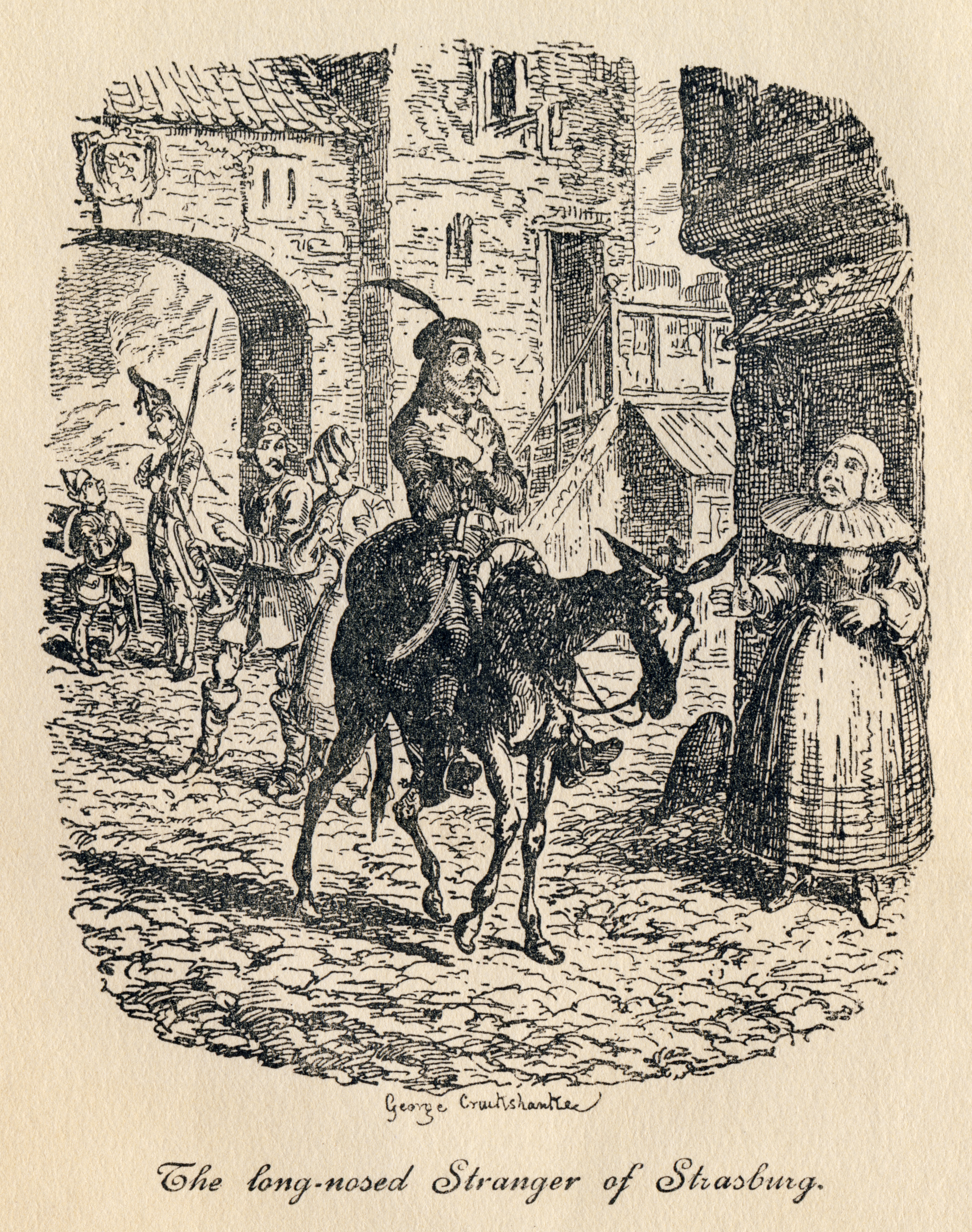
Ilustración de George Cruikshank sobre Hafen Slawkenbergius en una edición de 1906 de Tristram Shandy.

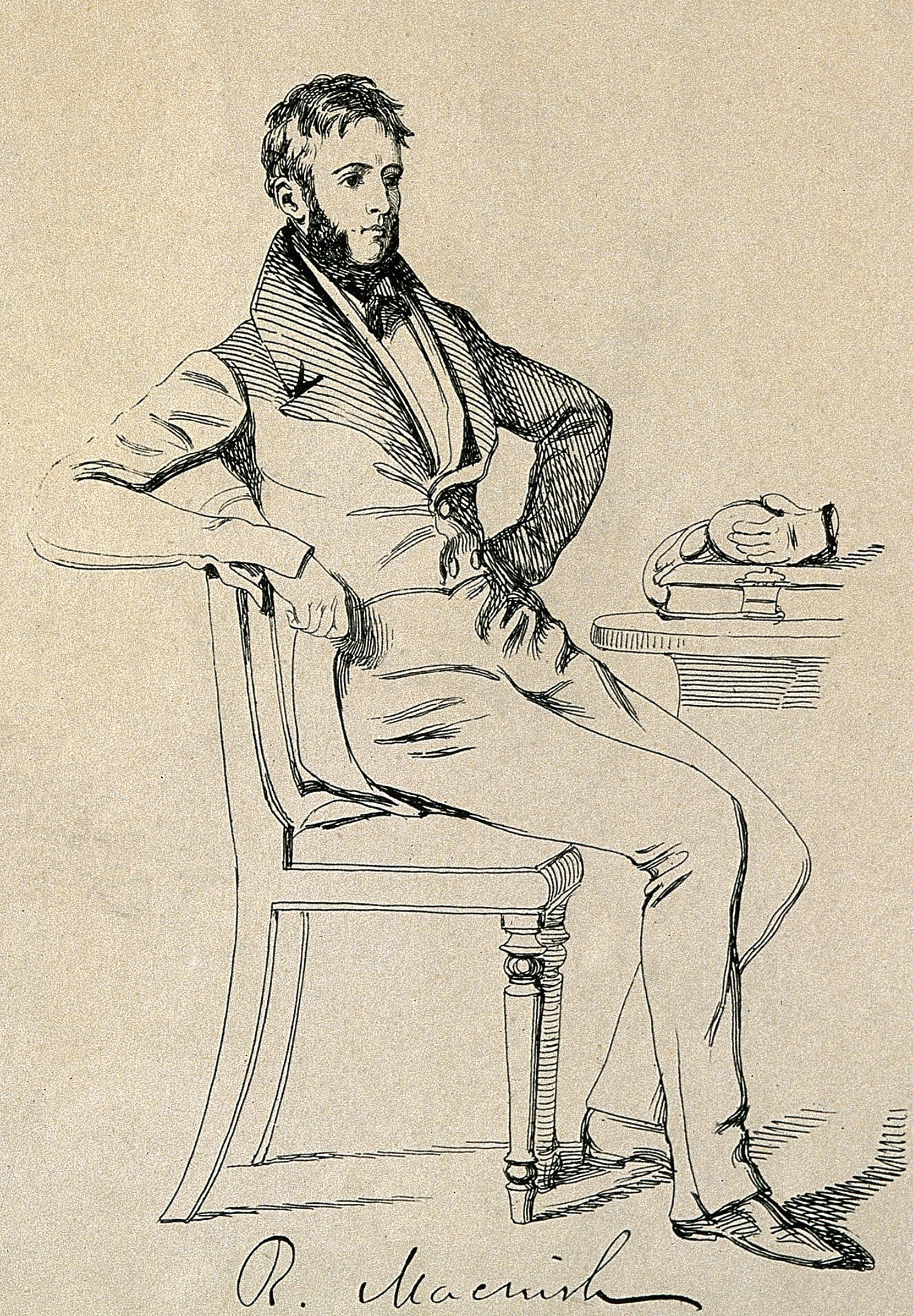
Retrato de Robert Macnish por Daniel Maclise, 1835.

Existe un buen muestrario de literatura humorística cuyo objeto principal de burla es la nariz. Poe conocía sin duda El cuento de Hafen Slawkenbergius en Tristram Shandy de Laurence Sterne. Slawkenbergius era un escritor ficticio "distinguido por la longitud de su nariz, y una gran autoridad en el tema de las narices". También es muy probable que Poe conociera Man With the Nose (El hombre de la nariz) del cirujano, médico, filósofo y escritor escocés Robert Macnish (1802-1837) en el Blackwood's Magazine de agosto de 1826. Dado que el cuento de Poe era uno de los Cuentos del Folio Club y probablemente uno del grupo de once que mencionó cuando envió Epímanes a los Buckingham en mayo de 1833, parece improbable que tuviera algo que ver con un famoso jeu d'esprit del poeta, cirujano y geólogo estadounidense James Gates Percival (1795-1856) -Lecture Extraordinary Upon Nosology (Conferencia extraordinaria sobre nosología); satirizando a un frenólogo llamado Barber- que se publicó por primera vez en el New Haven Daily Herald, el 17 de agosto de 1833.
Poe comentó varias veces del significado general de su relato en diversas ocasiones, poniendo de relieve el carácter humorístico y también moral -que no moralista- de la narración. En una reseña sin firma del número del Southern Literary Messenger que lo contenía dijo: "Lionizing es una admirable pieza de burlesque que muestra mucha lectura, un humor vivo y una habilidad para proporcionar diversión o instrucción"; y en otro reseña comentó: "Es una extravagancia... y da evidencia de altos poderes de fantasía y humor". A John P. Kennedy escribió el 11 de febrero de 1836 que era una sátira "propiamente dicha -al menos así se entiende-... del furor por los Leones y la facilidad de convertirse en uno".

## Publicación
Los leones se publicó por primera vez en la edición de mayo de 1835 del Southern Literary Messenger. Después apareció en Cuentos de lo grotesco y arabesco de 1840 y se publicó nuevamente en el Broadway Journal el 15 de marzo de 1845.
Posteriormente el cuento sería incluido en Narraciones extraordinarias, una colección de varios de sus cuentos traducidos al francés y publicados por Charles Baudelaire en 1857.